# 趙聚鈺
趙聚鈺（1913年—1981年6月7日），號孟完，中華民國官員，曾任中華民國國軍退除役官兵輔導委員會主任委員長達十七年。

## 生平
本籍湖南，上海復旦大學，國民革命軍陸軍步兵學校畢業。1932年一二八事變爆發，仍在學的趙聚鈺曾組義勇軍參與該戰役。之後則轉任軍公職，中日戰爭期間先後於湖北省建設廳、軍委會審計廳服務，戰爭結束後則進入中央信託局，擔任杭州分局經理。
1949年，中華民國政府播遷來臺之前，政府命令中央銀行總裁俞鴻鈞將上海的黃金準備金移往台灣基隆，其中，趙聚鈺是否有参与尚需客观史料证据。根據統計，三次貨運的數量計有黃金2,775,358兩、銀元1520萬枚、美元1537萬元，總價值約5億美金。除此，隨後擔任臺灣分局經理兼中央存臺剩餘物資處理委員會主任委員的他，也協助香港、澳門、廣州等地的中央政府人員、外匯移轉臺灣。
定居台灣後，趙聚鈺初期仍在金融業，後來轉入行政院退輔會任職，1964年繼蔣經國出任主任委員，長期在任，直到1981年於任內赴美治療肺癌，因開刀感染肺炎，於美國紐約州羅徹斯特大學醫學中心病逝。
1965年，奉教育部台予籌設五年制專科學校，命名為華夏農業專科學校，校址擇定於臺北縣中和區華新里。1966年積極籌備資金創校。
1981年，趙聚鈺在美病逝後遺體移靈返臺葬於臺北市北投區陽明山第一公墓，由秦孝儀親撰墓誌銘。

## 紀念
- 聚鈺樓：桃園市復旦高級中等學校，為校長室、教職員辦公室、高中部教室、校史館、美術教室等。

## 外部連結
- 由趙聚鈺之子趙沛明所架設之網頁。內有紀念趙聚鈺先生報章雜誌所刊登之文章。  （页面存档备份，存于）